# Gato Skookum
El Skookum es una raza de gato originaria de Estados Unidos. Este pequeño gato se caracteriza por su pelo rizado y patas muy cortas, como las del Basset. El resultado de esta novedosa y extraña raza proviene de un cruce entre las razas Munchkins y LaPerm.

## Características
Las características distintivas del Skookum son el pelaje rizado y las patas cortas. Suele tener el pelo ensortijado como la raza de perros Poodle. Sus patas delanteras suelen ser más cortas que las traseras. Esta raza de gato hereda las extremidades cortas del Munchkins.

## Origen
Estos gatos provienen de Estados Unidos y son resultado de un cruce registrado durante los años 90. Esta raza híbrida fue inicialmente introducida por el criador estadounidense Roy Galusha. Posteriormente, otros criadores del Reino Unido, Australia y Nueva Zelanda empezaron a criar esta raza.
A pesar de su singularidad estética, esta raza no fue discriminada, sino todo lo contrario, llamó más la atención. Aunque no es favorable mantener líneas de sangre defectuosas en una determinada raza, la cría de los Skookum no fue un problema, ya que este tipo de felino no presenta enfermedades frecuentes que afectan a otros gatos cruzados o de razas puras.

## Sexos
Los machos pesan entre 2 o 4 kilos y las hembras, de 1 a 3 kilos. En resumen, el Skookum pesa casi la mitad de un gato común de cualquier país.
El nombre 'Skookum' proviene de la jerga chinook y significa 'poderoso' o 'fuerte'. Especialmente lo bautizaron así por su dulzura.
Su personalidad afable y tierna convierte al Skookum en un compañero ideal para integrarse en cualquier familia con niños.

## Asociaciones felinas[3]
El Skookum es reconocido como raza experimental por TICA. Aunque su nombre todavía se encuentra pendiente de aprobación por las autoridades.
El primer gato en ganar el título de campeón fue "Little Miss Moppet" en Australia.